# Metzgeria australis
Metzgeria australis là một loài Rêu trong họ Metzgeriaceae. Loài này được Stephani mô tả khoa học đầu tiên năm 1885.